# Провулок Айвазовського (Київ)
Прову́лок Айвазо́вського — провулок у Шевченківському районі міста Києва, місцевість Татарка. Пролягає від Нагірної вулиці до кінця забудови. Одна з найкоротших вулиць Києва.

## Історія
Провулок виник у XIX столітті, мав назву О́льгинський прову́лок, на честь київської княгині Ольги. Сучасна назва на честь живописця Івана Айвазовського — з 1939 року (назву підтверджено 1944 року).

## Установи та заклади
- Шевченківська районна державна лікарня ветеринарної медицини (№ 5)